# Cavanillesia
Cavanillesia é um género botânico pertencente à família  BOMBACACEAE..

## Espécies
- Cavanillesia hylogeiton
- Cavanillesia platanifolia
- Cavanillesia umbellata